# АЭС Линьао
АЭС Линьао (кит. 岭澳核电站) — действующая атомная электростанция на юго-востоке Китая.  
Станция расположена на побережье Южно-Китайского моря на полуострове Дапэн, входящим в состав города Шэньчжэнь провинции Гуандун, к северо-востоку от Гонконга. В непосредственной близости от АЭС Даявань.
При строительстве первой очереди АЭС Линьао, начатом в 1997 году, были использованы такие же реакторы как на АЭС Дайя Бей — два реактора типа PWR M310 мощностью 990 МВт каждый, разработанных на базе французских реакторов CP1 компании Framatome. Ввод их в эксплуатацию состоялся в 2002 и 2003 годах соответственно.
На площадке второй очереди АЭС были размещены два головных реактора CPR-1000 типа PWR мощностью 1080 МВт, разработанных компанией CGNPG по китайской технологии. В августе 2011 года после успешного запуска энергоблока Линьао-4 общая мощность базы ядерной энергетики Даявань, состоящей из АЭС Даявань и АЭС Линьао, составила 6108 МВт, что сделало её крупнейшей в Китае и одной из крупнейших в мире.

## Информация об энергоблоках
| Энергоблок | Тип реакторов | Мощность | Мощность | Начало строительства | Физпуск    | Подключение к сети | Ввод в эксплуатацию | Закрытие |
| Энергоблок | Тип реакторов | Чистый   | Брутто   | Начало строительства | Физпуск    | Подключение к сети | Ввод в эксплуатацию | Закрытие |
| ---------- | ------------- | -------- | -------- | -------------------- | ---------- | ------------------ | ------------------- | -------- |
| Линьао-1   | PWR, M310     | 950 МВт  | 990 МВт  | 15.05.1997           | 04.02.2002 | 26.02.2002         | 28.05.2002          | —        |
| Линьао-2   | PWR, M310     | 950 МВт  | 990 МВт  | 28.11.1997           | 27.08.2002 | 14.09.2002         | 08.01.2003          | —        |
| Линьао-3   | PWR, CPR-1000 | 1007 МВт | 1086 МВт | 15.12.2005           | 09.06.2010 | 15.07.2010         | 15.09.2010          | —        |
| Линьао-4   | PWR, CPR-1000 | 1007 МВт | 1086 МВт | 15.06.2006           | 25.02.2011 | 03.05.2011         | 07.08.2011          | —        |